# Ari-Pekka Liukkonen
Ari-Pekka Liukkonen (Pieksämäki, 9 febbraio 1989) è un nuotatore finlandese. Ha rappresentato la Finlandia ai Giochi olimpici di Londra 2012, Rio de Janeiro 2016 e Tokyo 2020.

## Biografia
Nato nella regione del Savo meridionale, sin da giovane ha ottenuto risultati di rilievo.
Nel 2012 si è qualificato ai Giochi olimpici estivi di  Londra 2012, gareggiando nei 50 metri stile libero maschili, dove è stato eliminato nelle batterie.
Ai campionati europei di nuoto in vasca corta di Chartres 2012 ha vinto la medaglia di bronzo nella staffetta mista 4x50 metri stile libero, gareggiando con i compagni di nazionale Hanna-Maria Seppälä, Laura Kurki, Andrei Tuomola e Lotta Nevalainen.
o.
Nel 2014 è stato il primo atleta in attività della nazionale di nuoto finlandese a fare coming out e dichiararsi omosessuale.
Ai Giochi olimpici di Rio de Janeiro 2016 si è classificato 24º nei 50 metri e 42º nei 100 metri stile libero.
Alle Universiadi di Taipei 2017 ha vinto la medaglia d'oro nei 50 metri stile libero, battendo in finale di tre centesimi il brasiliano Italo Amaral Duarte e il giapponese Katsumi Nakamura, argento ad ex aequo.
Agli europei di Budapest 2020, disputati alla Duna Aréna nel maggio 2021, si è laureato campione continentale nei 50 metri stile libero, precedendo sul podio il britannico Benjamin Proud e il greco Kristián Goloméev.
All'Olimpiade di Tokyo 2020 è stato eliminato nelle batterie nei 100 m stile libero, con il quarantaseiesimo tempo.

## Palmarès
- Europei

Berlino 2014: bronzo nei 50m sl.
Budapest 2020: oro nei 50m sl.
- Europei in vasca corta

Chartres 2012: bronzo nella 4x50m sl mista.
- Universiadi

Taipei 2017: oro nei 50m sl.